# Pardosa hypocrita
Pardosa hypocrita este o specie de păianjeni din genul Pardosa, familia Lycosidae. A fost descrisă pentru prima dată de Simon în anul 1882. Conform Catalogue of Life specia Pardosa hypocrita nu are subspecii cunoscute.